# Nesta Jade Silvera
Nesta Jade Silvera (Pembroke Pines, 23 gennaio 2000) è un giocatore di football americano statunitense che milita nel ruolo di defensive tackle per i Los Angeles Chargers della National Football League (NFL). Al college ha giocato per l'Università di Miami e per l'Università statale dell'Arizona.

## Carriera universitaria
Silvera, originario di Pembroke Pines in Florida, cominciò a giocare a football nella locale American Heritage School con cui vinse due campionati di consecutivi, vincendo 27 partite consecutivamente, venendo nominato nel 2017 da USA Today giocatore difensivo dell'anno per le high school della Florida. Silvera fu valutato come uno dei migliori difensori in uscita dalle scuole superiori per l'anno 2018: la testata sportiva specialistica 247 Sports lo classificò 57º miglior prospetto dell'anno, mentre ESPN lo posizionò al 50º posto e complessivamente gli fu riconosciuto un valore medio-alto (quattro stelle su cinque) per il college football. 
Silvera ricevette offerte di borse di studio da grandi università e scelse di andare all'Università di Miami con gli Hurricanes che militano nell'Atlantic Coast Conference (AAC) della Divisione I della Football Bowl Subdivision (FBS) della NCAA.
Nella sua prima stagione a Miami, nel 2018, Silvera giocò in 10 partita totalizzando 13 tackle, 1,5 tackle con perdita di yard e un punt bloccato. L'anno successivo saltò le prime quattro partite stagionali a causa di un infortunio, giocando poi tutte le ultime 9 partite, realizzando 19 tackle e un sack. Dalla stagione 2020 Silvera divenne titolare giocando in 11 partite con 35 tackle, 8,0 tackle con perdita di yard. Anche nel 2021 fu confermato titolare, totalizzando 38 tackle e 8,5 tackle con perdita di yard.
Nella stagione 2022 Silvera si traferì all'Università statale dell'Arizona andando a giocare con i Sun Devils impegnati nella Pac-12 Conference (Pac-12). In Arizona giocò 12 partite, di cui 10 da titolare, con 56 tackle e 4,5 tackle con perdita di yard.
Al termine della stagione Silvera annunciò di voler passare ai professionisti. Fu invitato a partecipare al Senior Bowl, partita in cui i giocatori uscenti dal college football possono mettersi in mostra per il salto verso la NFL, e fu l'unico giocatore dei Sun Devils ad essere invitato all'NFL Scouting Combine.

## Carriera professionistica

### Las Vegas Raiders
Silvera fu scelto nel settimo giro, 231º assoluto, del Draft NFL 2023 dai Las Vegas Raiders. L'11 maggio 2023 firmò il suo contratto da rookie, un quadriennale da 3,94 milioni di dollari.
Il 29 agosto 2023 Silvera rientrò nel roster attivo dei Raiders. Debuttò da professionista il 1º ottobre 2023 nella gara del quarto turno, la sconfitta 17-24 contro i Los Angeles Chargers, in cui giocò complessivamente 11 snap tra difesa e special team mettendo a segno il suo primo tackle in solitaria. Scese nuovamente in campo nella gara di settimana 9, la vittoria 30-6 contro i New York Giants, in cui mise a segno un tackle. Fu svincolato il 20 dicembre 2023 per poi essere aggregato alla squadra di allenamento due giorni dopo.
L'8 gennaio 2024 firmò da riserva/contratto futuro. Il 27 agosto 2024 rientrò nel roster attivo iniziale per la nuova stagione.
Silvera giocò da subentrante tutte le gare dei primi sette turni, collezionando un record personale di quattro tackle nella gara del terzo turno contro i Carolina Panthers in cui giocò il 35% degli snap difensivi, poi il 21 ottobre 2024 fu svincolato.

### San Francisco 49ers
Il 24 ottobre 2024 firmò per la squadra di allenamento dei San Francisco 49ers. Terminó l'annata senza mai scendere in campo.

### Green Bay Packers
Il 14 gennaio 2025 Silvera firmò da riserva/contratto futuro con i Green Bay Packers. Fu svincolato il 18 luglio 2025.

### Los Angeles Chargers
Il 4 agosto 2025 Silvera firmò con i Los Angeles Chargers.

## Statistiche

### Stagione regolare
| Stagione | Stagione | Stagione | Stagione | Difesa  | Difesa  | Difesa  | Difesa | Difesa  | Difesa  |
| Anno     | Squadra  | P        | PT       | T. tot. | T. sol. | T. ass. | Sack   | P. Dev. | Fmb. F. |
| -------- | -------- | -------- | -------- | ------- | ------- | ------- | ------ | ------- | ------- |
| 2023     | LV       | 2        | 0        | 2       | 1       | 1       | 0,0    | 0       | 0       |
| 2024     | LV       | 7        | 0        | 8       | 2       | 6       | 0,0    | 0       | 0       |
| Totale   | Totale   | 9        | 0        | 10      | 3       | 7       | 0,0    | 0       | 0       |

Fonte: Football Database